# Hyperoperation
Trong toán học, hyperoperation theo tiếng Anh có nghĩa là "siêu hoạt động" hoặc "siêu phép toán" là một dãy vô hạn của các phép toán số học (được gọi là các phép toán trong ngữ cảnh này) bắt đầu bằng một phép toán một ngôi (phép successor với n = 0). Trình tự tiếp tục với các phép toán hai ngôi của phép cộng (n = 1), phép nhân (n = 2), luỹ thừa (n = 3).
Sau đó, trình tự tiếp tục với các phép toán hai ngôi mở rộng vượt qua luỹ thừa, sử dụng phép toán kết hợp. Đối với các phép toán bậc cao hơn phép luỹ thừa thì tên của chúng được Reuben Goodstein đặt theo quy tắc: tên tiền tố Hy Lạp của n (n > 3) ghép với hậu tố -ation (chẳng hạn: tetration (n = 4), pentation (n = 5), hexation (n = 6),... vì các tiền tố tetra-, penta- và hexa- tương đương với các số 4,5 và 6 trong tiền tố Hy Lạp) và các phép toán có thể được viết dưới dạng sử dụng n - 2 mũi tên trong ký hiệu mũi tên lên Knuth. Mỗi phép toán có thể được hiểu đệ quy theo nghĩa trước đó bằng cách:
{\displaystyle a[n]b=\underbrace {a[n-1](a[n-1](a[n-1](\cdots [n-1](a[n-1](a[n-1]a))\cdots )))} _{\displaystyle b{\mbox{ là số lần lặp của }}a},\quad n\geq 2}
Nó cũng có thể được định nghĩa theo phần quy tắc đệ quy của định nghĩa, như trong phiên bản mũi tên lên Knuth của hàm số Ackermann:
{\displaystyle a[n]b=a[n-1]\left(a[n]\left(b-1\right)\right),\quad n\geq 1}
Điều này có thể được dùng để dễ dàng diễn giải những số lớn hơn nhiều so với số mà ký hiệu khoa học có thể, như là số Skewes và googolplexplex (v.d. {\displaystyle 50[50]50} lớn hơn nhiều so với số Skewes và googoloplexplex), nhưng có những con số mà thậm chí chúng không thể dễ dàng diễn giải được, như là số Graham và TREE(3).
Quy tắc đệ quy này là phổ biến với nhiều biến thể của hyperoperation.

## Định nghĩa
Dãy hyperoperation {\displaystyle H_{n}(a,b)\,:\,(\mathbb {N} _{0})^{3}\rightarrow \mathbb {N} _{0}} là một dãy các phép toán hai ngôi {\displaystyle H_{n}\,:\,(\mathbb {N} _{0})^{2}\rightarrow \mathbb {N} _{0}}, định nghĩa đệ quy như sau:
{\displaystyle H_{n}(a,b)=a[n]b={\begin{cases}b+1&{\text{nếu }}n=0\\a&{\text{nếu }}n=1{\text{ và }}b=0\\0&{\text{nếu }}n=2{\text{ và }}b=0\\1&{\text{nếu }}n\geq 3{\text{ và }}b=0\\H_{n-1}(a,H_{n}(a,b-1))&{\text{cách khác}}\end{cases}}}
(Lưu ý rằng đối với n = 0, phép toán hai ngôi về cơ bản sẽ giảm xuống còn phép toán một ngôi (successor) bằng cách bỏ qua đối số đầu tiên.)
Với n = 0, 1, 2, 3, định nghĩa này tái tạo các phép toán số học cơ bản của successor (là một phép toán một ngôi), cộng, nhân và luỹ thừa, tương ứng, như
{\displaystyle {\begin{aligned}H_{0}(a,b)&=b+1\,\!,\\H_{1}(a,b)&=a+b\,\!,\\H_{2}(a,b)&=a\cdot b\,\!,\\H_{3}(a,b)&=a\uparrow {b}=a^{b}\,\!,\end{aligned}}}
Vậy phép toán bậc tiếp theo sau lũy thừa là gì? Chúng ta đã xác định phép nhân sao cho {\displaystyle H_{2}(a,3)=a[2]3=a\times 3=a+a+a,} và xác định lũy thừa sao cho {\displaystyle H_{3}(a,3)=a[3]3=a^{3}=a\cdot a\cdot a,} vì vậy có vẻ hợp lý để xác định các phép toán tiếp theo, Tetration, sao cho {\displaystyle H_{4}(a,3)=a[4]3=\operatorname {tetration} (a,3)=a^{a^{a}},} với một tháp ba 'a'. Tương tự, Pentation của (a, 3) sẽ là tetration (a, phép tetration (a, a)), với ba "a" trong đó.
Nếu các phép toán H có n ≥ 3 thì có thể được viết bằng ký hiệu mũi tên lên Knuth như sau:
{\displaystyle {\begin{aligned}H_{4}(a,b)&=a\uparrow \uparrow {b},\\H_{5}(a,b)&=a\uparrow \uparrow \uparrow {b}\,\!,\\\ldots &\\H_{n}(a,b)&=a\uparrow ^{n-2}b{\text{ với }}n\geq 3\,\!,\\\ldots &\\\end{aligned}}}
Ký hiệu Knuth có thể được mở rộng thành các chỉ số âm ≥ -2 theo cách đồng ý với toàn bộ dãy hyperoperation, ngoại trừ độ trễ trong việc lập chỉ mục:
{\displaystyle H_{n}(a,b)=a\uparrow ^{n-2}b{\text{ với }}n\geq 0.}
Hyperoperation có thể được coi là một câu trả lời cho câu hỏi "cái gì tiếp theo" trong dãy: successor, cộng, nhân, luỹ thừa,... Ghi chú điều đó
{\displaystyle {\begin{aligned}a+b&=(a+(b-1))+1\\a\cdot b&=a+(a\cdot (b-1))\\a^{b}&=a\cdot \left(a^{(b-1)}\right)\\a[4]b&=a^{a[4](b-1)}\end{aligned}}}
Mối quan hệ giữa các phép toán số học cơ bản được minh họa, cho phép các phép toán bậc cao hơn được xác định một cách tự nhiên như trên. Các tham số của hệ thống phân cấp phép toán đôi khi được gọi bằng thuật ngữ lũy thừa tương tự của chúng, vì vậy a là cơ số, b là số mũ (hoặc siêu mũ), e), và n là bậc (hoặc cấp), và {\displaystyle H_{n}(a,b)} được đọc là "n-ation bậc b của a", ví dụ: {\displaystyle H_{4}(7,9)} được đọc là "tetration bậc 9 của 7", và {\displaystyle H_{123}(456,789)} được đọc là "123-ation bậc 789 của 456".
Nói một cách phổ biến, các phép toán là những cách ghép các số tăng theo sự tăng trưởng dựa trên sự lặp lại của các phép toán trước đó. Các khái niệm successor, cộng, nhân và lũy thừa đều là các phép toán, phép successor (tạo x + 1 từ x) là cơ bản nhất, phép cộng xác định số lần 1 được cộng thêm vào chính nó để tạo ra giá trị cuối cùng, phép nhân xác định số lần một số được thêm vào chính nó, và luỹ thừa đề cập đến số lần một số được nhân với chính nó.

## Ví dụ
Dưới đây là danh sách thứ tự của các phép toán từ bậc 0 đến bậc 6 (trong đó 0⁰ được định nghĩa là 1).
| n | Phép toán, Hn(a, b)                                 | Định nghĩa | Tên                                   | Miền                                                                                          |
| - | --------------------------------------------------- | --- | ------------------------------------- | --------------------------------------------------------------------------------------------- |
| 0 | {\displaystyle 1+b} hoặc {\displaystyle a[0]b}      | {\displaystyle 1+\underbrace {1+1+1+\cdots +1+1+1} _{\displaystyle b{\mbox{ là số lần lặp của 1}}}}                                 | hyper-0, phép successor hoặc zeration | Tuỳ ý                                                                                         |
| 1 | {\displaystyle a+b} hoặc {\displaystyle a[1]b}      | {\displaystyle a+\underbrace {1+1+1+\cdots +1+1+1} _{\displaystyle b{\mbox{ là số lần lặp của 1}}}}                                 | hyper-1, phép cộng                    | Tuỳ ý                                                                                         |
| 2 | {\displaystyle a\cdot b} hoặc {\displaystyle a[2]b} | {\displaystyle \underbrace {a+a+a+\cdots +a+a+a} _{\displaystyle b{\mbox{ là số lần lặp của }}a}}                                   | hyper-2, phép nhân                    | Tuỳ ý                                                                                         |
| 3 | {\displaystyle a^{b}} hoặc {\displaystyle a[3]b}    | {\displaystyle \underbrace {a\cdot a\cdot a\cdot \;\cdots \;\cdot a\cdot a\cdot a} _{\displaystyle b{\mbox{ là số lần lặp của }}a}} | hyper-3, luỹ thừa                     | b là số thực, với một số phần mở rộng đa trị cho số phức                                      |
| 4 | {\displaystyle a[4]b}                               | {\displaystyle \underbrace {a[3](a[3](a[3](\cdots [3](a[3](a[3]a))\cdots )))} _{\displaystyle b{\mbox{ là số lần lặp của }}a}}      | hyper-4, tetration                    | a ≥ 0 hoặc là một số nguyên, b là một số nguyên ≥ −1 (đó là một số phần mở rộng được đề xuất) |
| 5 | {\displaystyle a[5]b}                               | {\displaystyle \underbrace {a[4](a[4](a[4](\cdots [4](a[4](a[4]a))\cdots )))} _{\displaystyle b{\mbox{ là số lần lặp của }}a}}      | hyper-5, pentation                    | a, b là các số nguyên ≥ −1                                                                    |
| 6 | {\displaystyle a[6]b}                               | {\displaystyle \underbrace {a[5](a[5](a[5](\cdots [5](a[5](a[5]a))\cdots )))} _{\displaystyle b{\mbox{ là số lần lặp của }}a}}      | hyper-6, hexation                     | a, b là các số nguyên ≥ −1                                                                    |

## Trường hợp đặc biệt
Hn(0, b) =
0, khi n = 2, hoặc n = 3, b ≥ 1, hoặc n ≥ 4, b lẻ (≥ −1)
1, khi n = 3, b = 0, hoặc n ≥ 4, b chẵn (≥ 0)
b, khi n = 1
b + 1, khi n = 0
Hn(1, b) =
1, khi n ≥ 3
Hn(a, 0) =
0, khi n = 2
1, khi n = 0, hoặc n ≥ 3
a, khi n = 1
Hn(a, 1) =
a, khi n ≥ 2
Hn(a, a) =
Hn+1(a, 2), khi n ≥ 1
Hn(a, −1) =
0, khi n = 0, hoặc n ≥ 4
a − 1, khi n = 1
−a, khi n = 2
1/a, khi n = 3
Hn(2, 2) =
3, khi n = 0
4, khi n ≥ 1, dễ dàng chứng minh đệ quy.

## Lịch sử
Một trong những cuộc thảo luận sớm nhất về hyperoperation là của Albert Bennett năm 1914, người đã phát triển một số lý thuyết về hyperoperation giao hoán (xem bên dưới). Khoảng 12 năm sau đó, Wilhelm Ackermann đã định nghĩa hàm {\displaystyle \phi (a,b,n)} mà phần nào giống với dãy phép toán.
Trong bài báo năm 1947, R. L. Goodstein đã giới thiệu một dãy hoạt động cụ thể của các phép toán được gọi là hyperoperation, và cũng đề nghị các tên Hy Lạp tetration, pentation, v.v., cho các phép toán mở rộng vượt quá lũy thừa (bởi vì chúng tương ứng với các chỉ số 4, 5, v.v.). Là một hàm ba đối số, ví dụ, {\displaystyle G(n,a,b)=H_{n}(a,b)}, toàn bộ dãy phép toán được coi là một phiên bản của hàm Ackermann gốc {\displaystyle \phi (a,b,n)} — đệ quy nhưng không đệ quy cơ bản — được sửa đổi bởi Goodstein để kết hợp phép successor cơ bản cùng với ba phép toán cơ bản khác của số học (phép cộng, phép nhân, luỹ thừa), và để làm cho một phần mở rộng liền mạch hơn của những điều này vượt quá lũy thừa.
Bản gốc ba đối số hàm Ackermann {\displaystyle \phi } sử dụng quy tắc đệ quy tương tự như phiên bản của Goodstein (tức là, dãy phép toán), nhưng khác với nó theo hai cách. Thứ nhất, {\displaystyle \phi (a,b,n)} định nghĩa một dãy các phép toán bắt đầu từ phép cộng (n = 0) thay vì phép successor, sau đó đến phép nhân (n = 1), luỹ thừa (n = 2), v.v.. Thứ hai, các điều kiện ban đầu cho {\displaystyle \phi } dẫn đến {\displaystyle \phi (a,b,3)=G(4,a,b+1)=a[4](b+1)}, do đó khác với các phép toán vượt quá lũy thừa. Ý nghĩa của b + 1 trong biểu thức trước đó là {\displaystyle \phi (a,b,3)} = {\displaystyle a^{a^{\cdot ^{\cdot ^{\cdot ^{a}}}}}}, trong đó b đếm số lượng của hyperoperation (lũy thừa), thay vì đếm số lượng của toán hạng ("a" s) như b trong {\displaystyle a[4]b}, và như vậy cho các phép toán bậc cao hơn. (Xem bài viết về hàm Ackermann để biết chi tiết.)

## Các ký hiệu của hyperoperation
Đây là danh sách các ký hiệu đã được sử dụng cho các phép toán.
| Tên                                                      | Ký hiệu tương đương với {\displaystyle H_{n}(a,b)}                                                                               | Giải thích                                                                        |
| -------------------------------------------------------- | --- | --------------------------------------------------------------------------------- |
| Ký hiệu mũi tên lên Knuth                                | {\displaystyle a\uparrow ^{n-2}b}                                                                                                | Được sử dụng bởi Knuth (cho n ≥ 3), và được tìm thấy trong một số sách tham khảo. |
| Ký hiệu Goodstein                                        | {\displaystyle {\begin{matrix}\phi (a,b,n-1)\ {\text{ với }}1\leq n\leq 3\\\phi (a,b-1,n-1)\ {\text{ với }}n\geq 4\end{matrix}}} | Được sử dụng bởi Wihelm Ackermann với n ≥ 1)                                      |
| Hàm Ackermann gốc                                        | {\displaystyle G(n,a,b)} | Được sử dụng bởi Reuben Goodstein.                                                |
| Hàm Ackermann                                            | {\displaystyle A(n,b-3)+3=H_{n}(2,b)}                                                                                            | Điều này tương ứng với các phép toán cho cơ số 2                                  |
| Ký hiệu Nambiar                                          | {\displaystyle a\otimes ^{n-1}b}                                                                                                 | Được sử dụng bởi Nambiar (với n ≥ 1)                                              |
| Ký hiệu hộp                                              | {\displaystyle a{\,{\begin{array}{\|c\|}\hline {\!n\!}\\\hline \end{array}}\,}b}                                                 | Được sử dụng bởi Rubtsov và Romerio.                                              |
| Ký hiệu chỉ số trên                                      | {\displaystyle a{}^{(n)}b} | Được sử dụng bởi Robert Munafo.                                                   |
| Ký hiệu chỉ số dưới (đối với "các phép toán hạ")         | {\displaystyle a{}_{(n)}b} | Được sử dụng cho các phép toán hạ của Robert Munafo.                              |
| Ký hiệu hyperoperation (đối với "các phép toán mở rộng") | {\displaystyle aO_{n-1}b} | Được sử dụng cho các phép toán hạ bởi John Donner và Alfred Tarski (với n ≥ 1).   |
| Ký hiệu ngoặc vuông                                      | {\displaystyle a[n]b} | Được sử dụng trong nhiều diễn đàn trực tuyến, thuận tiện cho ASCII..              |
| Ký hiệu mũi tên xích Conway                              | {\displaystyle a\to b\to (n-2)}                                                                                                  | Được sử dụng bởi John Horton Conway (cho n ≥ 3)                                   |

### Bắt đầu từmột (phép cộng)
Năm 1928, Wilhelm Ackermann đã định nghĩa hàm 3 đối số {\displaystyle \phi (a,b,n)} dần dần phát triển thành hàm 2 đối số được gọi là hàm Ackermann. Hàm Ackermann gốc {\displaystyle \phi } ít giống với dãy phép toán hiện đại, bởi vì điều kiện ban đầu của ông ấy bắt đầu bằng {\displaystyle \phi (a,0,n)=a} với mọi n > 2. Ngoài ra, ông đã gán phép cộng cho n = 0, phép nhân cho n = 1 và luỹ thừa cho n = 2, vì vậy các điều kiện ban đầu tạo ra các phép toán rất khác nhau cho tetration và vượt xa hơn.
| n | Phép toán                                              | Bình luận                                                                                             |
| - | ------------------------------------------------------ | --- |
| 0 | {\displaystyle F_{0}(a,b)=a+b}                         | |
| 1 | {\displaystyle F_{1}(a,b)=a\cdot b}                    | |
| 2 | {\displaystyle F_{2}(a,b)=a^{b}}                       | |
| 3 | {\displaystyle F_{3}(a,b)=a[4](b+1)}                   | Một dạng bù của tetration. Lặp lại của hoạt động này là khác nhau nhiều so với lặp lại của tetration. |
| 4 | {\displaystyle F_{4}(a,b)=(x\mapsto a[4](x+1))^{b}(a)} | Không được nhầm lẫn với pentation.                                                                    |

### Bắt đầu từ0 (phép successor)
Năm 1984, C. W. Clenshaw và F. W. J. Olver bắt đầu cuộc thảo luận về việc sử dụng các phép toán để ngăn chặn máy tính tràn dấu phẩy động. Kể từ đó, nhiều tác giả khác đã đổi mới quan tâm đến việc áp dụng các phép toán vào biểu diễn dấu phẩy động. (Vì Hn(a, b) đều được định nghĩa cho b = -1). Trong khi thảo luận về tetration, Clenshaw et al. giả định điều kiện ban đầu {\displaystyle F_{n}(a,0)=0}, điều này tạo ra một hệ thống phân cấp phép toán khác. Giống như trong các biến thể trước đó, phép toán thứ tư rất giống với tetration, nhưng bù lại bằng một.
| n | Phép toán                                                                           | Bình luận                                                                                             |
| - | ----------------------------------------------------------------------------------- | --- |
| 0 | {\displaystyle F_{0}(a,b)=b+1}                                                      | |
| 1 | {\displaystyle F_{1}(a,b)=a+b}                                                      | |
| 2 | {\displaystyle F_{2}(a,b)=a\cdot b=e^{\ln(a)+\ln(b)}}                               | |
| 3 | {\displaystyle F_{3}(a,b)=a^{b}}                                                    | |
| 4 | {\displaystyle F_{4}(a,b)=a[4](b-1)}                                                | Một dạng bù của tetration. Lặp lại của hoạt động này là khác nhau nhiều so với lặp lại của tetration. |
| 5 | {\displaystyle F_{5}(a,b)=\left(x\mapsto a[4](x-1)\right)^{b}(0)=0{\text{ if }}a>0} | Không được nhầm lẫn với pentation.                                                                    |

### Hạ hyperoperation
Một sự thay thế cho các phép toán này có được bằng cách đánh giá từ trái sang phải. Kể từ khi
{\displaystyle {\begin{aligned}a+b&=(a+(b-1))+1\\a\cdot b&=(a\cdot (b-1))+a\\a^{b}&=\left(a^{(b-1)}\right)\cdot a\end{aligned}}}
định nghĩa (với ° hoặc chỉ số dưới)
{\displaystyle a_{(n+1)}b=\left(a_{(n+1)}(b-1)\right)_{(n)}a}
với
{\displaystyle {\begin{aligned}a_{(1)}b&=a+b\\a_{(2)}0&=0\\a_{(n)}1&=a&{\text{với }}n>2\\\end{aligned}}}
Điều này đã được Donner và Tarski mở rộng thành số thứ tự, bởi:
{\displaystyle {\begin{aligned}\alpha O_{0}\beta &=\alpha +\beta \\\alpha O_{\gamma }\beta &=\sup \limits _{\eta <\beta ,\xi <\gamma }(\alpha O_{\gamma }\eta )O_{\xi }\alpha \end{aligned}}}
Đối với a ≥ 2 và b ≥ 1,
{\displaystyle aO_{n}b=a_{(n+1)}b}
Nhưng điều này phải chịu một loại sụp đổ, không thành lập "tháp mũ" theo truyền thống dự kiến của các phép toán:
{\displaystyle \alpha _{(4)}(1+\beta )=\alpha ^{\left(\alpha ^{\beta }\right)}.}
Nếu α ≥ 2 và γ ≥ 2,
{\displaystyle \alpha _{(1+2\gamma +1)}\beta \leq \alpha _{(1+2\gamma )}(1+3\alpha \beta ).}
| n | Phép toán                                                               | Bình luận                                                  |
| - | ----------------------------------------------------------------------- | ---------------------------------------------------------- |
| 0 | {\displaystyle F_{0}(a,b)=a+1}                                          | Phép successor                                             |
| 1 | {\displaystyle F_{1}(a,b)=a+b}                                          |                                                            |
| 2 | {\displaystyle F_{2}(a,b)=a\cdot b}                                     |                                                            |
| 3 | {\displaystyle F_{3}(a,b)=a^{b}}                                        |                                                            |
| 4 | {\displaystyle F_{4}(a,b)=a^{\left(a^{(b-1)}\right)}}                   | Không được nhầm lẫn với tetration.                         |
| 5 | {\displaystyle F_{5}(a,b)=\left(x\mapsto x^{x^{(a-1)}}\right)^{b-1}(a)} | Không được nhầm lẫn với pentation. Tương tự như tetration. |

### Hyperoperation giao hoán
Các phép toán giao hoán đã được Albert Bennett xem xét vào đầu năm 1914, đó có thể là nhận xét sớm nhất về bất kỳ dãy phép toán nào. Các phép toán giao hoán được xác định bởi quy tắc đệ quy
{\displaystyle F_{n+1}(a,b)=\exp(F_{n}(\ln(a),\ln(b)))}
đối xứng trong a và b, có nghĩa là tất cả các phép toán đều có tính giao hoán. Dãy này không chứa lũy thừa, và do đó không hình thành một hệ thống phân cấp phép toán.
| n | Operation                                                 | Comment                                    |
| - | --------------------------------------------------------- | ------------------------------------------ |
| 0 | {\displaystyle F_{0}(a,b)=\ln \left(e^{a}+e^{b}\right)}   | Smooth tối đa                              |
| 1 | {\displaystyle F_{1}(a,b)=a+b}                            |                                            |
| 2 | {\displaystyle F_{2}(a,b)=a\cdot b=e^{\ln(a)+\ln(b)}}     | Điều này là do các thuộc tính của logarit. |
| 3 | {\displaystyle F_{3}(a,b)=a^{\ln(b)}=e^{\ln(a)\ln(b)}}    | Một hình thức giao hoán của lũy thừa.      |
| 4 | {\displaystyle F_{4}(a,b)=e^{e^{\ln(\ln(a))\ln(\ln(b))}}} | Không được nhầm lẫn với tetration.         |